# Showdown at Shea
Showdown at Shea è un evento speciale di wrestling prodotto dalla World Wrestling Federation, svoltosi nel 1972, 1976 e 1980. L'evento si svolgeva nello Shea Stadium di New York.

## Edizioni

### 1972
| N. | Risultati | Stipulazione                                      | Durata |
| -- | --- | ------------------------------------------------- | ------ |
| 1  | Little Beaver & Little Louie sconfissero Pee Wee Adams & Sonny Boy Hayes                                            | Tag team match                                    | 08:25  |
| 2  | El Olimpico sconfisse Chuck O'Connor per squalifica                                                                 | Single match                                      | 05:15  |
| 3  | Jack Brisco sconfisse Mr. Fuji                                                                                      | Single match                                      | 14:07  |
| 4  | Gorilla Monsoon sconfisse Ernie Ladd per decisione dell'arbitro dopo che il match era terminato per limite di tempo | Single match                                      | 20:00  |
| 5  | Chief Jay Strongbow & Sonny King sconfissero Lou Albano & The Spoiler                                               | Tag team match                                    | 04:28  |
| 6  | The Fabulous Moolah (c) sconfisse Debbie Johnson                                                                    | Single match per l'NWA World Women's Championship | 07:27  |
| 7  | Pedro Morales (c) vs. Bruno Sammartino terminò in parità                                                            | Single match per il WWWF Heavyweight Championship | 75:05  |

### 1976
Questa edizione incluse anche l'incontro Muhammad Ali vs. Antonio Inoki, trasmesso da Tokyo, in Giappone. Il match fu mostrato in diretta al pubblico alla fine dell'incontro Sammartino-Hansen, poiché avveniva simultaneamente in tempo reale tramite circuito chiuso.
| N. | Risultati                                                                         | Stipulazione                                                     | Durata                             |
| -- | --------------------------------------------------------------------------------- | ---------------------------------------------------------------- | ---------------------------------- |
| 1  | Ivan Putski sconfisse Baron Mikel Scicluna                                        | Single match                                                     | 07:58                              |
| 2  | José Gonzáles vs. Kevin Sullivan terminò in pareggio per limite di tempo          | Single match                                                     | 20:00                              |
| 3  | Chief Jay Strongbow & Billy White Wolf (c) sconfissero The Executioners (#1 & #2) | Two-of-three-falls match per il WWWF World Tag Team Championship | 19:58                              |
| 4  | André the Giant sconfisse Chuck Wepner per conteggio fuori dal ring               | Single match                                                     | 07:15                              |
| 5  | Bruno Sammartino (c) sconfisse Stan Hansen                                        | Single match per il WWWF Heavyweight Championship                | 10:19                              |
| 6  | Muhammad Ali vs. Antonio Inoki terminò in parità dopo 15 round                    | Boxer vs. Wrestler match                                         | 45:00 (Ogni round durava 3 minuti) |

### 1980
| N. | Risultati                                                                      | Stipulazione                                                        | Durata |
| -- | ------------------------------------------------------------------------------ | ------------------------------------------------------------------- | ------ |
| 1  | Angel Maravilla sconfisse José Estrada                                         | Single match                                                        | 07:26  |
| 2  | Dominic DeNucci sconfisse Baron Mikel Scicluna                                 | Single match                                                        | 05:56  |
| 3  | Tatsumi Fujinami (c) sconfisse Chavo Guerrero                                  | Single match per il WWF Junior Heavyweight Championship             | 10:28  |
| 4  | Antonio Inoki (c) sconfisse Larry Sharpe                                       | Single match per il WWF World Martial Arts Heavyweight Championship | 08:52  |
| 5  | Bob Backlund & Pedro Morales sconfissero The Wild Samoans (Afa & Sika) (c) 2-0 | Two-out-of-three falls match per il WWF World Tag Team Championship | 13:06  |
| 6  | Pat Patterson sconfisse Tor Kamata per squalifica                              | Single match                                                        | 02:09  |
| 7  | The Fabulous Moolah & Beverly Shade sconfissero Kandi Malloy & Peggy Lee       | Tag team match                                                      | 06:03  |
| 8  | Greg Gagne sconfisse Rick McGraw                                               | Single match                                                        | 14:33  |
| 9  | Tony Atlas sconfisse Ken Patera (c) per conteggio fuori dal ring               | Single match                                                        | 08:13  |
| 10 | Ivan Putski sconfisse Johnny Rodz                                              | Single match                                                        | 04:47  |
| 11 | The Hangman sconfisse Rene Goulet                                              | Single match                                                        | 08:28  |
| 12 | André the Giant sconfisse Hulk Hogan                                           | Single match                                                        | 07:48  |
| 13 | Bruno Sammartino sconfisse Larry Zbyszko                                       | Steel Cage match                                                    | 13:59  |